# 介离子化合物

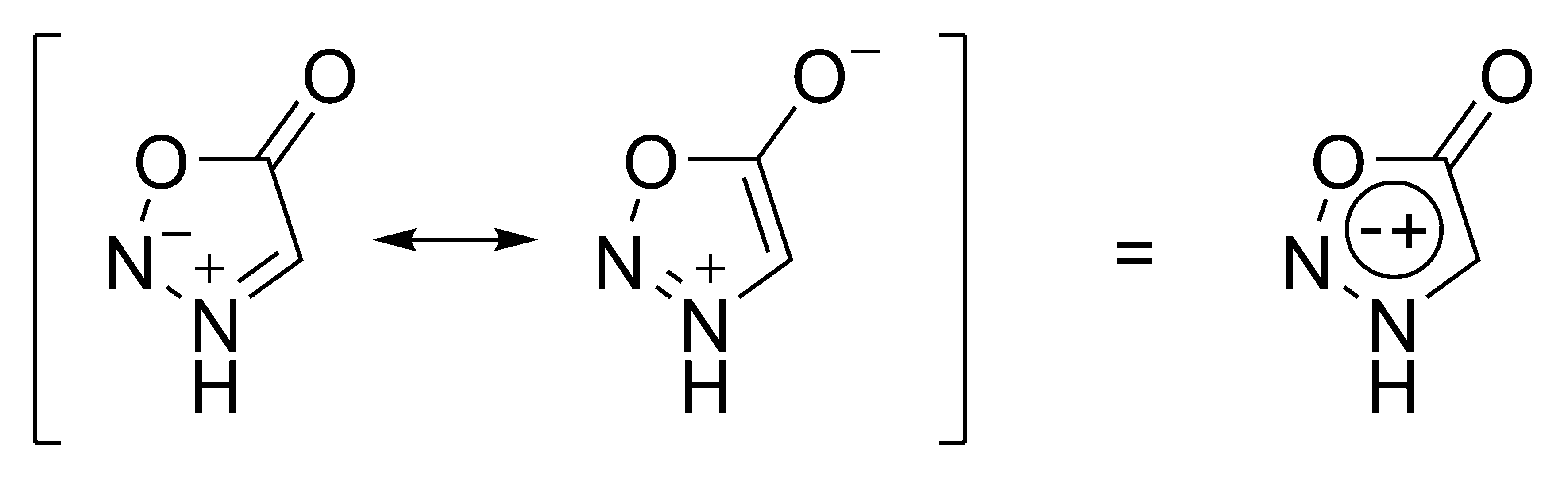
悉尼酮的结构被认为是介离子的。

介离子化合物是指结构上同时有正负双偶极的五、六元杂环化合物，并且其负电荷和正电荷都处于离域状态。介离子化合物无法用电中性的共价结构表示，也无法用一个共振式就准确地表示，为了与两性离子化合物作区分，引入了介离子的概念。较出名的介离子化合物有悉尼酮、悉尼酮亚胺（例如兴奋剂美索卡伯）、慕尼黑酮、三氟苯嘧啶类杀虫剂和介离子卡宾等。有研究将介离子化合物称作介离子杂环甜菜碱。

### 脚注
1. ↑  Ollis, W.David; Ramsden, Christopher A. . Adv. Heterocycl. Chem. 1976, 19 (1).
2. ↑  International Union of Pure and Applied Chemistry (IUPAC), The IUPAC Compendium of Chemical Terminology，4-th ed. (The Gold Book) (1997)。在線校正版: (2006–) "mesoionic compounds"。doi:10.1351/goldbook.M03842
3. ↑  Ollis, W.David; Stanforth, Stepher P.; Ramsden, Christopher A. . Tetrahedron. 1985, 41 (12): 2239–2329. doi:10.1016/S0040-4020(01)96625-6.